# 588. grenadirski polk (Wehrmacht)
588. grenadirski polk (izvirno nemško 588. Grenadier-Regiment; kratica 588. GR) je bil pehotni polk Heera v času druge svetovne vojne.

## Zgodovina
Polk je bil ustanovljen 15. oktobra 1942 s preimenovanjem 588. pehotnega polka; dodeljen je bil 321. pehotni diviziji.
2. novembra 1943 so polk razpustili.